# John Granlund
John Einar Ludvig Granlund, född den 25 oktober 1901 i Herrljunga församling, Älvsborgs län, död den 17 augusti 1982 i Engelbrekts församling, Stockholm, var en svensk etnolog. Han innehade 1955–1969 den Hallwylska professuren i nordisk och jämförande folklivsforskning vid Institutet för folklivsforskning, Nordiska museet. Han var från 1931 gift med Ingalill Granlund.
Granlund var son till en garvarmästare i Herrljunga och fick sin akademiska utbildning i Göteborg. Under studietiden var han amanuens vid Västsvenska folkminnesarkivet. Efter sin examen flyttade han till Stockholm för att arbeta på Nordiska museet och började läsa etnologi. 1941 utnämndes han till intendent och 1948 till förste intendent. Granlund knöts redan från början till etnologiska undersökningen på museets forskningsavdelning. 
1956–1978 medverkade han i utgivningen av uppslagsverket Kulturhistoriskt lexikon för nordisk medeltid. Han medverkade även i bokverket Den svenska arbetarklassens historia.